# Kvinnoorganisationernas samarbetsråd i alkohol- och narkotikafrågor
Kvinnoorganisationernas samarbetsråd i alkohol- och narkotikafrågor (KSAN), tidigare Kvinnoföreningarnas Samarbetskommitté för Nykterhetsfrågor (KSN), är en svensk kvinnoförening, bildad 1943.
Den arbetar mot alkohol- och narkotikamissbruk. 
När KSAN bildades 1943 kallades den först Kvinnoföreningarnas Samarbetskommitté för Nykterhetsfrågor (KSN). Föreningen bytte namn 1985, för att framhäva att den verkade inte enbart mot alkoholmissbruk utan även mot narkotikamissbruk. 